# Marija Wladimirowna Romanowa

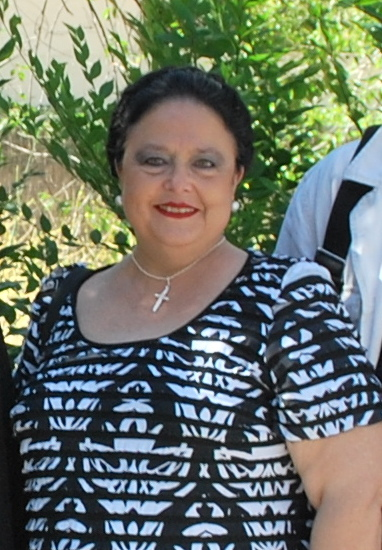
Marija Wladimirowna Romanowa

Marija Wladimirowna Romanowa (russisch Мари́я Влади́мировна Рома́нова, * 23. Dezember 1953 in Madrid) ist eine Thronprätendentin der Romanow-Dynastie, des bis 1917 regierenden Zarenhauses Romanow-Holstein-Gottorp.
Sie erhebt seit dem Tod ihres Vaters Wladimir Kirillowitsch Romanow im Jahr 1992 den Anspruch, das Oberhaupt der russischen Zarenfamilie Romanow-Holstein-Gottorp zu sein und den Titel „Ihre Kaiserliche Hoheit die Großfürstin von Russland“ zu tragen. Auch verleiht sie seither die traditionsreichen russischen Hausorden. Im Jahr 2010 stiftete sie zudem den Privatorden „Kaiserlicher Orden der Heiligen Anastasia“ für Damen.

## Leben

### Jugend und Familie
Marija Wladimirowna Romanowa wurde am 23. Dezember 1953 in Madrid geboren, wo sie bis heute lebt. Sie ist die einzige Tochter von Wladimir Kirillowitsch Romanow und seiner Gemahlin Leonida Georgievna Bagration-Moukhransky (1914–2010) aus dem Hause der Georgischen Bagratiden, die bis 1801/1810 in den georgischen Königreichen Kartlien-Kachetien und Imeretien geherrscht hatten.
Sie wurde mehrsprachig aufgezogen, spricht Spanisch, Französisch, Englisch und Deutsch, betrachtet jedoch Russisch als ihre Muttersprache. Sie studierte an der University of Oxford russische Geschichte. 1976 heiratete sie in Madrid Franz Wilhelm Prinz von Preußen. Ihre Tante Kira Kirillowna Romanowa war seit 1938 mit Louis Ferdinand von Preußen, seit 1951 Chef des Hauses Hohenzollern, verheiratet. Das Ehepaar Marija und Franz Wilhelm von Preußen bekam 1981 den Sohn Georgi Michailowitsch Romanow. Dieser führt nicht den väterlichen Namen Prinz von Preußen, sondern den mütterlichen Namen Romanow, nachdem ihn sein Großvater Wladimir Kirillowitsch Romanow (1917–1992) zu seinem Nachfolger als Oberhaupt und Thronprätendent des vormaligen Zarenhauses bestimmt hatte. Pate bei Georgis russisch-orthodoxer Taufe war Konstantin II. von Griechenland, der ein Jahr später auch Taufpate von Prinz William wurde. Bei der Taufe in Madrid anwesend waren außerdem der König Juan Carlos I. von Spanien und Simeon II. von Bulgarien. Im Jahr 1982 trennten sich Maria Wladimirowna und Franz Wilhelm von Preußen, die Scheidung folgte im Jahr 1986. Marija Wladimirowna lebte dann mit ihrem Sohn zunächst in Südfrankreich und Paris und zog anschließend nach Madrid, wo ihr Ex-Mann als Investmentbanker und Immobilienentwickler arbeitete.
Russland konnte sie erst nach dem Zerfall der Sowjetunion erstmals im November 1991 besuchen, als sie ihren Vater wenige Monate vor dessen Tod auf Einladung des Bürgermeisters Anatoli Sobtschak nach Sankt Petersburg begleitete. Der kurz zuvor gewählte russische Präsident Boris Jelzin sprach sich einige Jahre später dafür aus, Georgi in Russland erziehen und anschließend im Militär dienen zu lassen, um die Voraussetzungen für seine Eignung als möglicher Thronprätendent zu schaffen. Die Eltern entschieden sich jedoch dagegen, um ihrem Sohn eine westliche Ausbildung in England angedeihen zu lassen und ihn nicht dem Wechselspiel politischer Einflüsse und entsprechenden Gefährdungen auszusetzen. Nach einem Studium an der Universität Oxford arbeitete Georgi für die spanische EU-Kommissarin Loyola de Palacio und danach in anderen Funktionen bei der Europäischen Kommission. Ab 2008 arbeitete er für die russische Firma Norilsk Nickel, danach als Consultant (Romanoff & Partners) für russische Investoren in Brüssel. 2021 heiratete Georgi Romanow die italienische Diplomatentochter Rebecca Virginia Bettarini in der Isaakskathedrale in Sankt Petersburg. Eine Abordnung russischer Gardeoffiziere bildete ein Spalier, einer der Trauzeugen war der Oligarch Konstantin Malofejew, unter den Gästen war der Philosoph Alexander Dugin, das Catering übernahm Jewgeni Prigoschin. Sie bekamen 2022 den Sohn Alexander Georgievich Romanov. Die junge Familie lebt inzwischen in Moskau. Marija Wladimirowna Romanowa lebt weiterhin in Madrid, besucht Russland aber regelmäßig.

### Rolle in Russland
Marija Wladimirowna Romanowa sieht ihre Aufgabe als Oberhaupt des früheren Zarenhauses darin, „zur Wahrung der historischen und kulturellen Kontinuität unseres Hauses und Landes beizutragen und alles in unserer Macht Stehende zu tun, um den ethnischen, religiösen und bürgerlichen Frieden und die Harmonie in Russland zu stärken“. Dabei betreibe sie aber keine Politik. „Wir glauben, dass die Idee einer legitimen, erblichen Monarchie, die eine ungebrochene, lebendige Verbindung mit der jahrhundertelangen Geschichte Russlands bewahrt und die Gesellschaft als eine einheitliche Familie begreift, auch heute noch Resonanz hat und eine gangbare Wahl für unser Land und unsere Völker bleibt. Wir sind uns jedoch darüber im Klaren, dass in Russland derzeit und auf absehbare Zeit die Bedingungen für eine Wiederherstellung der Monarchie nicht gegeben sind.“ In Ausübung ihrer so definierten Rolle absolviert sie immer wieder öffentliche Auftritte in Russland und anderen früheren Teilstaaten der Sowjetunion bzw. des Russischen Kaiserreichs.
Im August 2007 überreichte Marija Wladimirowna den Kosaken der Region Primorje den „Orden des Heiligen Nikolaus“ für „mustergültige Erfüllung der militärischen Pflicht.“ Sie erhob keinen Anspruch auf Restitution enteigneten Vermögens, doch stellte sie mehrfach Anträge, die Romanows zu gerichtlich zu rehabilitieren, die jedoch immer wieder abgewiesen wurden, bis die Zarenfamilie am 1. Oktober 2008 durch die Entscheidung des Obersten Gerichts rehabilitiert wurde. Am 15. Januar 2010 stellte Marija an ein Moskauer Gericht den Antrag, die Ermittlungen zur Ermordung der Zarenfamilie wieder aufzunehmen, nachdem sie ein Jahr zuvor eingestellt wurden.
Im Mai 2010 trafen sich Marija und andere Mitglieder der Romanow-Dynastie mit Mitgliedern der Osmanen im Topkapı-Palast, was das erste offizielle Treffen zwischen diesen beiden ehemaligen Herrscherfamilien war. Am 20. August 2010 stiftete Marija den Kaiserlichen Orden der Heiligen Anastasia, der ausschließlich Frauen verliehen wird, die sich für ihre Leistungen in gemeinnützigen, kulturellen, bildungs-, wissenschaftlichen und medizinischen Feldern zum Wohle des russischen Staates oder des Zarenhauses verdient gemacht haben. Am 4. Januar 2012 rief sie zu Spenden für eine soziale Stiftung auf, die auf dem Roten Platz ein Monument für Hermogenus von Moskau bauen lassen will.
Am 14. Mai 2013 verlieh Marija bei einer Zeremonie im Romanow-Museum in Kitai-Gorod dem Erzbischof von San Francisco Kyrill von der Russisch-Orthodoxen Auslandskirche den „Russischen Orden der Heiligen Anna 1. Grades“ (der historische Russische Orden der Heiligen Anna wurde seit der Oktoberrevolution nicht mehr verliehen). Zum 400. Jubiläum der Romanow-Dynastie im Juli 2013 besuchte Marija den Patriarchen Kyrill I. in der Peter-und-Paul-Kathedrale in Sankt Petersburg. In einem Jubiläumsschreiben verurteilte sie, „dass die Bolschewiki mit Gewalt die religiösen und moralischen Grundfesten Russlands zerstört hätten“ und dass Russland aus der vor rund zwanzig Jahren zu Ende gegangenen „Gesellschaft aus Gottlosigkeit und Totalitarismus“ noch heute zu tragen habe.
In einem Interview im April 2014 bezeichnete Marija die Ereignisse des Euromaidans als „Staatsstreich“ und gab bezüglich der Annexion der Krim an, sie sei der Meinung, „dass eine Rückkehr der Krim in das Hoheitsgebiet Russlands gesetzmäßig und unumgänglich“ sei. Am 20. Juli 2014 verlieh Marija bei einer Zeremonie in der Mariä-Schutz-und-Fürbitte-Kirche im Moskauer Stadtteil Ismailowo im östlichen Verwaltungsbezirk dem russischen Vizeadmiral Oleg Belawentsew den Russischen Orden der Heiligen Anna 1. Grades, der Generalstaatsanwältin der Republik Krim Natalja Poklonskaja den Kaiserlichen Orden der Heiligen Anastasia, und dem ehemaligen Kosmonauten Alexei Leonow den Sankt-Stanislaus-Orden 1. Grades, beides Hausorden der Romanows. Am 28. Juli 2014 besuchte Marija auf Einladung des Bürgermeisters von Irkutsk Wiktor Kondraschow dort eine Gedenkveranstaltung zum 100. Jahrestag des Beitritts Russlands in den Ersten Weltkrieg und besuchte unter anderem die Staatliche Universität Irkutsk, wo sie dem Professor der Universität Alexei Petrow eine Medaille „In Gedenken an den 400. Jahrestag des Hauses Romanow“ verlieh. Im Juni 2017 besuchte sie Malta, wobei der frühere russische Ministerpräsident Sergei Stepaschin die Reise organisierte; in Begleitung des russischen Botschafters traf sie die maltesische Staatspräsidentin Marie Louise Coleiro Preca.
Den russischen Präsidenten Wladimir Putin kennt sie von zahlreichen Begegnungen. Dieser respektiert das Haus Romanow, hat jedoch kein Interesse an einer Wiederherstellung der Monarchie. Andere Politiker haben sich hingegen dafür ausgesprochen, darunter Wladimir Schirinowski, Sergei Aksjonow, Natalja Poklonskaja oder Alexander Dugin; Nikolai Patruschew gilt zumindest als Sympathisant, der Oligarch Konstantin Malofejew als Unterstützer der monarchistischen Bewegung, er gründete und finanziert die Double-Headed Eagle Society. 2018 rief Marija Wladimirowna anlässlich von Putins Wiederwahl zur Modernisierung Russlands, zu mehr sozialer Gerechtigkeit, zur Balance zwischen persönlicher Freiheit und Law and order sowie zur Bekämpfung der Korruption auf. Zugleich bedauerte sie einen Anstieg antirussischer Stimmung im Westen, die durch Propaganda angeheizt werde. Dies wirke sich zwangsläufig auch auf die Beziehungen zwischen den europäischen Königshäusern aus, doch vergesse man nie die Tatsache, dass man verwandt sei und führe den Dialog weiter. Aber jede kaiserliche und königliche Familie fördere und verteidige natürlich die Position ihres Landes. Vor dem russischen Volk liege „ein langer und schrittweiser Weg zur Wiederherstellung der Macht Russlands“. Die seit Februar 2022 laufende russische Invasion in der Ukraine hat sie weder ausdrücklich befürwortet noch verurteilt, sondern verlauten lassen, „das Zarenhaus möchte diesbezüglich keine Äusserungen politischer Natur“ abgeben. Diese Haltung ist nicht ohne Kritik geblieben.

## Thronanspruch

Marijas Monogramm

Die meisten anderen Nachfahren der Romanows in männlicher Linie erkennen Marija Wladimirowna oder ihren Sohn Georgi nicht als Thronerben an. Solange Romanows in männlicher Linie existierten, seien diese vor ihr erbberechtigt. Zudem sei Georgi als Sohn eines Urenkels des letzten deutschen Kaisers Wilhelm II. im Mannesstamm ein Hohenzoller und kein Romanow. Auch die Traditionsverbände des Russischen Adels sind in dieser Frage gespalten. Die Stellung des Thronprätendenten hängt davon ab, wie man die historischen Regeln der Thronfolge anwendet bzw. ihre Gültigkeit dreht und wendet.
Nach der von Zar Paul I. erlassenen und zuletzt von Alexander III. bestätigten Fassung des Hausgesetzes der Romanows waren weibliche Familienangehörige von der Thronfolge ausgeschlossen, solange noch männliche Romanows leben. Ebenfalls ausgeschlossen waren allerdings jene Romanows, die nicht-ebenbürtige Ehen eingegangen waren oder aus solchen stammten. Dies ist inzwischen bei allen heute lebenden männlichen Romanows der Fall, ebenso wie bei der Ehe von Marijas Sohn Georgi. Marija Wladimirowna selbst war freilich eine ebenbürtige Ehe eingegangen und falls ihre Mutter Leonida Georgievna Bagration-Moukhransky (1914–2010) ebenfalls als ebenbürtig gelten kann, was einige Romanows aber bestreiten (da die Bagratiden 1810 von den Zaren in Georgien entthront wurden und seither als russische Untertanen galten), wäre Marija wohl nach dem Hausgesetz der Zarenzeit die letzte, sämtliche Bedingungen erfüllende Thronprätendentin. Sollte man die Ebenbürtigkeitsklauseln hingegen fallen lassen (wie es bei allen regierenden und den meisten vormals regierenden Königshäusern Europas inzwischen der Fall ist), jedoch auf der männlichen Primogenitur bestehen, wären weder Marija Wladimirowna noch ihr Sohn Prätendenten. Würde man aber sowohl die Ebenbürtigkeitserfordernisse als auch das absolute primogene Mannesstamm-Prinzip abschaffen, wie es inzwischen in vielen noch bestehenden Monarchien Europas geschah, könnten sie den Zarenthron beanspruchen.
Gewähltes Oberhaupt des Familienverbandes der Romanow war seit 2014 Dimitri Romanowitsch Romanow (1926–2016). Er wurde von Marija nicht als Familienoberhaupt im historischen Sinne und ebenso wenig als Thronprätendent anerkannt, was dieser freilich auch nicht beanspruchte.
Patriarch Kyrill I. gab 2013 in einem Interview an, dass er nur in der Nachfolge Marijas und ihres Sohnes Georgi die russische Geschichte als erhalten ansieht. Die Frage einer eventuellen Besetzung des Zarenthrons im Falle einer Wiedererrichtung einer (wohl allenfalls konstitutionellen) Monarchie in Russland wäre daher – wie schon bei zahlreichen Thronfolgen in der russischen Geschichte – politisch zu entscheiden. Diese Einschätzung kann als zutreffend bewertet werden, denn schon Friedrich der Große hatte in seinen Memoiren von 1775 gespottet, über die Besetzung des Zarenthrons entscheide nicht ein Hausgesetz, sondern das Preobraschensker Leib-Garderegiment (so 1730 zugunsten der Zarin Anna, 1741 der Zarin Elisabeth und 1762 durch den Sturz und Tod Peters III. zugunsten von Katharina II.) Die russische Politik steht bis heute unter dem prägenden Einfluss von führenden Kreisen der Sicherheitskräfte, den Silowiki.

## Verleihung von Orden und Titeln
Marija Wladimirowna hat sich insbesondere mit der neuen russischen Elite um Präsident Wladimir Putin arrangiert und verleiht – ob aus politischen und/oder kommerziellen Motiven – nicht nur die historischen Hausorden des Zarenhauses, sondern teilweise auch neu erschaffene Orden wie den Orden des Erzengels Michael (gegründet 1988) oder den Damenorden der Heiligen Anastasia (gegründet 2010), an Persönlichkeiten, die dem Haus Romanow und der Russisch-Orthodoxen Kirche nahestehen, darunter Silowiki, Oligarchen und Silowarchen. Sie geht sogar so weit, solche Personen in den Adelsstand zu erheben, wobei die unterste Stufe des russischen Adels traditionell keine Adelstitel, sondern nur Wappen führt. Im Zarenreich brachte die Verleihung bestimmter Orden eine Aufnahme in den persönlichen oder erblichen Adelsstand mit sich: des Großkreuzes aller Orden und des Ordens des Heiligen Wladimir sowie des Sankt-Georg-Ordens aller Klassen, ebenso wie die Beförderung in höhere militärische Ränge. Marija Wladimirowna soll auf diese Weise den früheren Chef des russischen Inlandsgeheimdienstes FSB, Nikolai Patruschew, der als einer der engsten Vertrauten Putins (und als einer seiner möglichen Nachfolgekandidaten) gilt, 2007 geadelt haben. Die Verbände des Russischen Adels stehen damit vor der Frage, wie mit solchen „Neuadeligen“, die meist keinerlei biografischen oder kulturellen Bezug zum traditionellen Adel haben, dafür aber oft in historischer Verbindung mit der KPdSU oder dem KGB stehen und oft einflussreich sind, umzugehen ist. Einige dieser Verbände sind auf diese Linie eingeschwenkt und erkennen solche „Adelswürden“ als legitim an. Die meisten jedoch lehnen sie ab, denn weder ist Großfürstin Marija Wladimirowna die unbestrittene Thronprätendentin noch besitzt sie – die keine regierende Monarchin ist – eine staatsrechtliche Befugnis zur Nobilitierung. Weder der russische CILANE-Mitgliedsverband, die Union de la Noblesse Russe mit Sitz in Paris, die größtenteils aus Nachkommen der „Weißen Emigranten“ besteht, noch der Verband der Baltischen Ritterschaften, welcher die Familien des deutschbaltischen immatrikulierten Adels vereinigt, erkennen Marija Wladimirowna oder eine andere Person als Throninhaber mit Nobilitierungsbefugnis an; die von ihr „Nobilitierten“ werden in diese Verbände nicht aufgenommen. Doch die Tatsache, dass in den neuen russischen Adelsverbänden inzwischen einflussreiche „Möchtegern-Adlige“ einen signifikanten Anteil der Mitglieder stellen, führt zu großen Konflikten innerhalb und zwischen den russischen Adelsverbänden. Da die Zugehörigkeit zum Adelsstand rechtlich weder anerkannt noch geschützt ist, hat sich seit 1991 auch ein großer Markt für gefälschte Adelsbriefe, Titel und Wappen entwickelt.